# Çağla Akalın
Çağla Akalın (* 17. Juni 1990 in Istanbul) ist eine türkische Filmschauspielerin, Model und LGBT-Aktivistin.

## Leben und Karriere
Akalın wurde bei der Geburt dem männlichen Geschlecht zugewiesen. Sie erlangte Bekanntheit als erste Transgender-Schönheitskönigin der Türkei, nachdem sie 2013 den Titel bei dem Wettbewerb Miss Queen für Transgender-Frauen gewann. In einem Interview mit der Zeitung Hürriyet erklärte sie 2013, dass sie ihren Vornamen in Anlehnung an das Model Çağla Şıkel und ihren Nachnamen nach der Sängerin Demet Akalın gewählt habe. 2015 bekam sie in dem Film Köpek - Geschichten aus Istanbul eine Hauptrolle. 2021 war sie Gast in der Sendung Katarsis auf Exxen. Die Episode wurde jedoch kurz nach der Veröffentlichung entfernt, was Spekulationen über Zensur auslöste.